# Лор-ам-Майн
Лор (нім. Lohr) — місто в Німеччині, знаходиться в землі Баварія. Підпорядковується адміністративному округу Нижня Франконія. Входить до складу району Майн-Шпессарт.
Площа — 90,44 км2. Населення становить 15 016 ос. (станом на 31 грудня 2020).